# Estación Científica Las Joyas

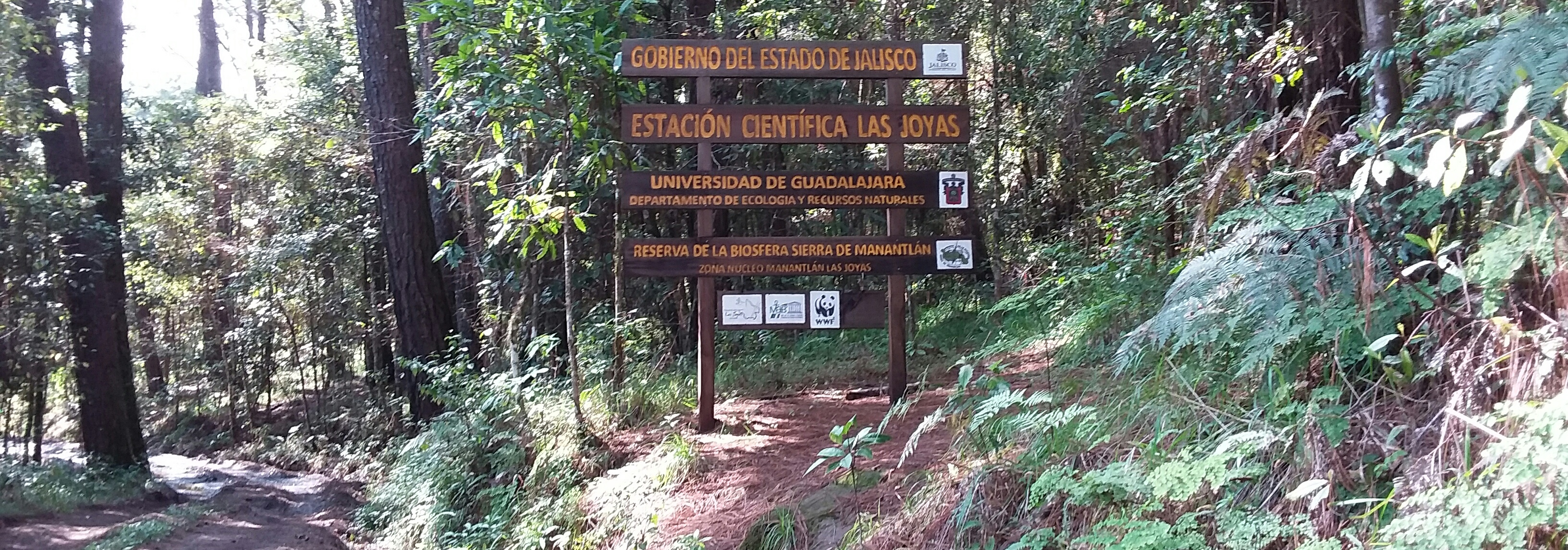
Entrada de la Estación Científica Las Joyas

La Estación Científica Las Joyas (ECLJ) es una de las tres zonas núcleo que se encuentra en la Reserva de la Biosfera Sierra de Manantlán, en su parte del estado de Jalisco. Está conformada por 1,245 ha, cuenta con el aula “Hugh Iltis” y el laboratorio de ecología “Gonzalo Halffter Salas” para procesamiento de muestras en campo. Se tiene además comedor, servicios sanitarios y dormitorios para 30 visitantes de corto plazo y 15 investigadores y estudiantes en estancias de mediano o largo plazo.

## Historia
En el pasado el predio de lo que ahora es Las Joyas fue un rancho propiedad de una familia de Autlán que lo vendió en 1984 al Gobierno del Estado de Jalisco, quien lo cedió en comodato por 99 años a la Universidad de Guadalajara para establecer una estación de campo para la investigación de ecosistemas de montaña.

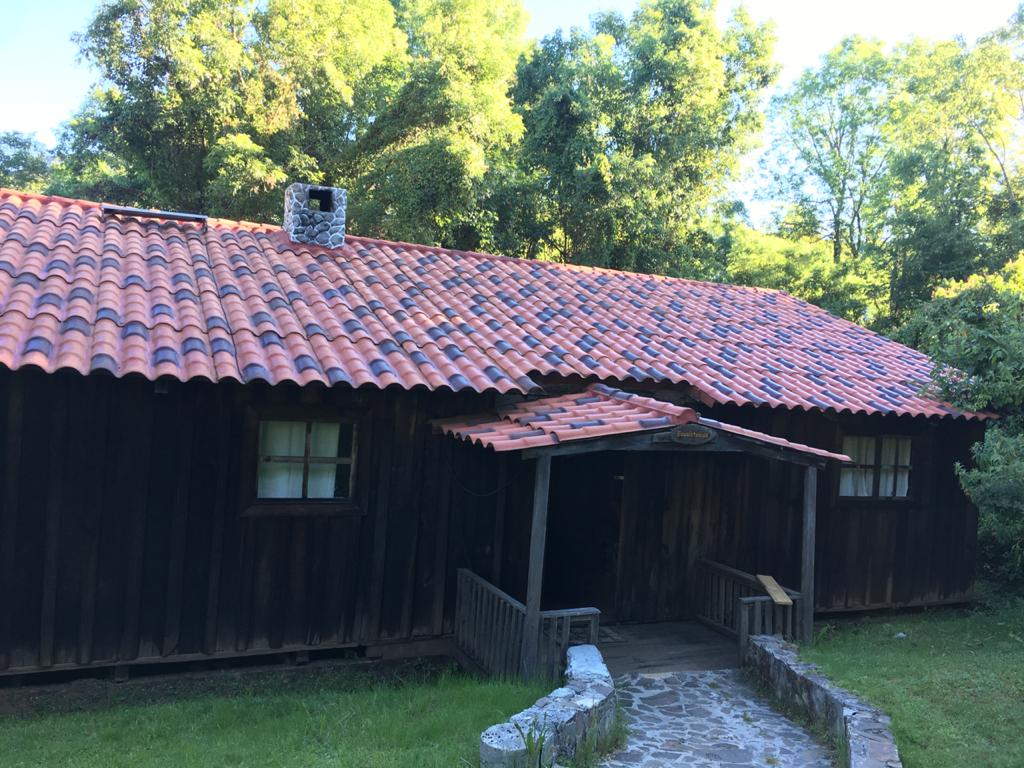
Cabaña en la "ECLJ"

La Estación Científica Las Joyas (ECLJ) se crea en 1985 por la Universidad de Guadalajara como un centro de investigación, específicamente fue creado por el Instituto Manantlán de Ecología y Conservación de la Biodiversidad (IMECBIO, entonces conocido como Laboratorio Natural Las Joyas), con el objetivo de dedicarse al estudio de la biodiversidad, las condiciones físicas, ecológicas y sociales de la Sierra de Manantlán; a la formación de técnicos y científicos en el campo de la ecología y el manejo de recursos naturales; y a la promoción y puesta en marcha del proyecto de conservación de la zona montañosa, promoviendo la participación de las comunidades locales y las instituciones gubernamentales.
Se estableció en un predio adquirido por el gobierno del estado de Jalisco, para proteger un área con poblaciones naturales de Zea diploperennis y dedicarla a la investigación botánica. Posteriormente se definieron claramente los objetivos de ésta, en donde destacan ofrecer condiciones adecuadas para la investigación y monitoreo de los recursos naturales, así como contribuir a la formación de recursos humanos.

## Objetivos de manejo de la estación
En 1986 se le asignó la categoría de Estación biológica o Científica y se establecieron sus objetivos de manejo: i) establecimiento de un programa de investigación ecológica de largo plazo, ii) la formación, capacitación y entrenamiento de profesionistas y técnicos especialistas en ciencias ambientales, el manejo de recursos naturales y el manejo de áreas protegidas, iii) ofrecer oportunidades para la recreación con fines de educación ambiental a través de grupos organizados y iv) contribuir a la protección de las poblaciones de especies de plantas y animales y los ecosistemas presentes en el área.

## Importancia de la estación
Por más de 25 años la Estación científica ha protegido a cerca del 20 por ciento de la diversidad de animales mamíferos en peligro de extinción, 30 por ciento de aves y al menos 10 por ciento de los anfibios y reptiles que se encuentran en peligro.
Además de resguardar a aves migratorias que vienen de Alaska, Canadá y Estados Unidos y de 4 mil especies de plantas y flores, entre ellas el maíz “zea diploperennis” que ha sido utilizado para hacer más resistente al maíz convencional y prevenir incendios forestales, en la estación científica se realiza una intensa labor de vinculación con las comunidades aledañas y fomento a la cultura ambiental.
La estación científica tiene vinculación con universidades de EU, Canadá, Cuba, España, Suiza, Francia, Italia, Holanda Bolivia, Ecuador y Brasil, cuyos investigadores han desarrollado estudios y aprendido de la experiencia de protección de especies como el venado cola blanca, el jaguar, el puma, ocelote y tigrillo.
Se registran en promedio 1,200 visitantes a la Estación quienes realizan actividades de investigación ecológica, prácticas docentes, educación ambiental, capacitación y aprovechamiento de recursos naturales como la zarzamora por pobladores locales.

## Clima
Presenta tres climas, debido a la diferencia de temperatura ocasionada por la discrepancia de alturas, pues la parte más baja se encuentra a 1560 m sobre el nivel del mar y la más alta a 2220 m s. n. m. Los climas son 1)Templado con veranos cálidos y una temperatura anual entre 12 y 18 °C, 2) Clima semicálido con temperaturas del mes más frío <18 °C y del más cálido <22 °C y 3) Clima semicálido, con temperatura anual mayor que 18 °C y del mes más frío, menor que 18 °C y el mes más cálido mayor que 22 °C. La precipitación media anual oscila entre 1400 y 1500 mm.

## Vegetación
En la ECLJ hay bosque nuboso que se caracteriza por: Magnolia iltisiana, Clethra vicentina, Dendropanax arboreus, Zinowewia concina, Meliosma dentata, Persea hintonii, Cinamomum pachypodum, Rapanea jurgensenii, Clusia salvinii, Simplococarpon purpusii, Tilia mexicana, Styrax argenteus e Ilex brandegeana. Los encinos más comunes son Q. xalapensis y Q. candicans. En el sotobosque las especies arbustivas más comunes son Parathesis villosa y Euphorbia slechtendalii.
El bosque mesófilo de montaña es un tipo de vegetación que también se encuentra en este sitio, es de aspecto siempre verde donde se mezclan especies de plantas de origen templado y de origen tropical. También se le conoce como bosque de niebla. En Las Joyas podemos encontrar sitios húmedos y no muy fríos como son las cañadas protegidas y laderas con pendientes pronunciadas.
En la estación encontramos bosque de galería en manchones a lo largo del cauce del arroyo "Las Joyas", siendo los ailes (Alnus jorullensis) y los fresnos (Fraxinus uhdei) las especies de árboles predominantes.
Así mismo hay bosque de pino, en la estación se observan al menos tres especies de pinos: Pinus douglasiana, P. herrerae y P. oocarpa.
La milpilla perenne o teocintle silvestre perenne está emparentada con el maíz cultivado y que solo existe en la Sierra de Manantlán por lo que se dice que es una especie endémica. Está planta resultó ser una nueva especie para la ciencia descrita en 1979 y bautizada con el nombre de Zea diploperennis, convirtiéndose en uno de los principales factores que impulsó la creación de la estación. Por su contenido genético de 20 cromosomas le permite hibridarse fácilmente con el maíz comestible, así como por su capacidad de reproducción de varias veces a lo largo de su vida, le confieren un gran valor potencial para la agricultura ya que además es resistente a siete de las nueve principales plagas virales micoplasmáticas que atacan al maíz comercial.

## Fauna

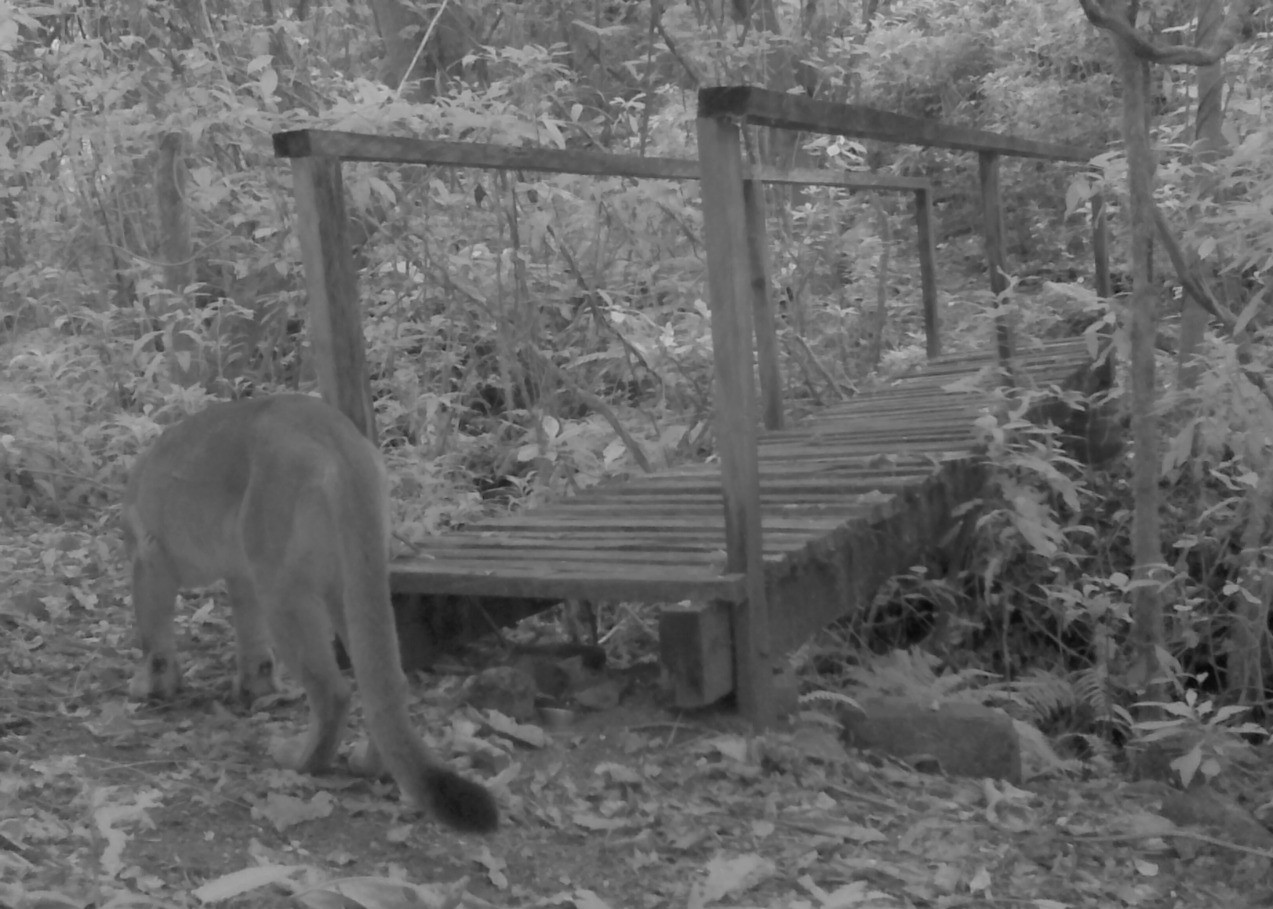
Puma concolor en La Estación Científica Las Joyas

Gracias a las acciones de conservación realizadas por más de 20 años, se observa un incremento en las poblaciones de fauna silvestre en la zona.
Se encuentran especies como Didelphis virginiana, Dasypus novemcinctus, Sylvilagus floridanus, Odocoileus virginianus, Pecari tajacu, Urocyon cinereoargenteus, Puma concolor, Panthera onca, Leopardus pardalis, Leopardus wiedii, Nasua narica, Basariscus astutus y Mephitis macroura.

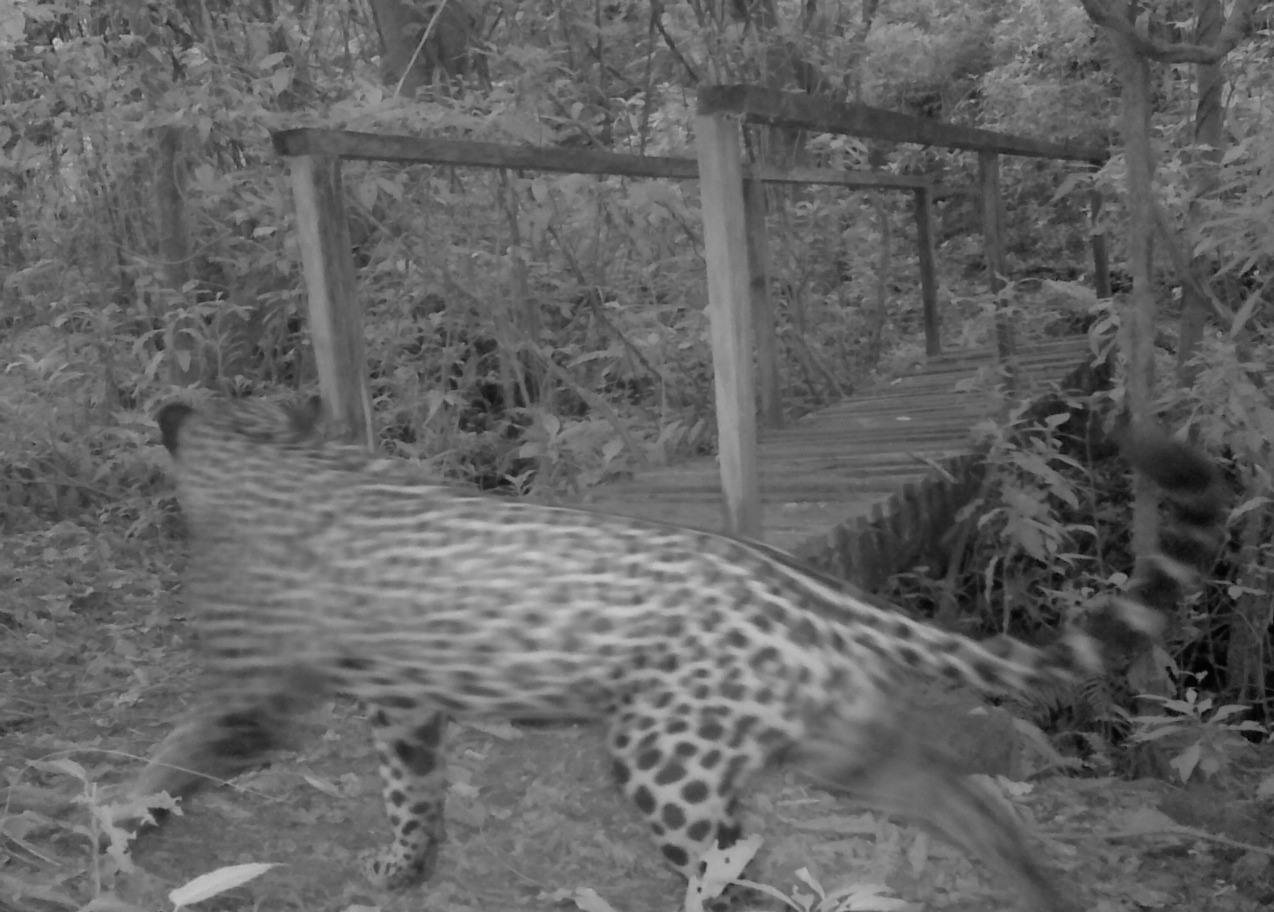
Jaguar- Panthera onca en La Estación Científica Las Joyas

## Hidrología superficial
La Estación científica cuenta con dos cuencas, formadas por los arroyos Las Joyas, con una superficie de 715.1 ha, de las que 280.3 corresponden al arroyo afluente del Chilacayote, y la otra corresponde a una parte de la cuenca del arroyo Corralitos, con 154.5 ha dentro del predio. Cuenta con tres corrientes intermitentes y 35 intermitentes. La densidad de drenaje de las dos cuencas principales que forman el predio es regular, con un valor de 2.88 km/km².